# Озпетек, Ферзан
Ферза́н Озпете́к (тур. Ferzan Özpetek; род. 3 февраля 1959, Стамбул) — итальянский кинорежиссёр и сценарист турецкого происхождения. Бисексуал, затрагивает в своих фильмах вопросы сексуальности.

## Биография
Ферзан Озпетек родился в 1959 году в районе Фенербахче. Во время выбора, как продолжить учёбу, он выступает против воли своего отца, который хотел, чтобы он получил образование в США. В 1976 году благодаря поддержке своей матери приехал в Италию по стипендии Римского университета. Ферзан закончил Римский университет La sapienza по специальности "История киноискусства и режиссуры", посещает курсы по истории искусства и костюма в Академии Навона и курсы по режиссуре в Национальной академии драматического искусства Сильвио д'Амико. После работы в «Живом театре» Джулиана Бека и Джудит Малина ему удается приблизиться к миру кино, он начинает сотрудничать в качестве помощника и помощника режиссёра с Массимо Тройси, Маурицио Понци, Рики Тогнацци, Серхио Цитти и Франческо Нути. Его первой работой в качестве помощника режиссёра была картина "Scusate il ritardo" (1982) Массимо Тройси, за которой следует картина "Son contento" Маурицио Понци, в которой он также имеет небольшой опыт в качестве актёра.

### Дебют — «Турецкая баня»
Его первой работой в качестве режиссёра стал фильм «Турецкая баня» (1997), произведённый совместно Италией, Испанией и Турцией. Фильм был выпущен в кинотеатрах в мае 1997 года и вызвал большой успех со стороны критиков и общества, удостоен нескольких призов и представлен на 50-м Каннском кинофестивале в категории «Quinzaine des Réalisateurs». Помимо Канн, фильм был представлен на других международных фестивалях и продан в более чем 20 стран мира.
В 1999 году снимает в Турции «Последний гарем», в котором рассказывает о мучительной истории любви между наложницей султана Сафийе и евнухом Надиром на фоне падения Османской империи. История была написана самим Озпетеком в сотрудничестве с Джанни Ромоли. Озпетек снимает фильм вместе с Тильдой Корси и компанией R & C Produzioni. Второй фильм Ферзана Озпетека также получил хороший отклик у публики и критиков. Картина «Последний гарем» была представлена в категории «Un Certain Regard"» Каннского кинофестиваля в 1999 году, а затем была представлена на Лондонском кинофестивале и международном кинофестивале в Торонто.

### «Феерия непонимания» и «Окно напротив»
В 2001 году он снимает «Феерию непонимания» с участием Маргериты Буй и Стефано Аккорси — горькая комедия, которая занимается такими темами, как дружба и гомосексуализм. Фильм имел большой успех в прокате, являлся одним из известнейших фильмов 2001 года. «Феерия непонимания» завоевала множество наград, в том числе 3 «Золотых глобуса» и 4 «Серебряные ленты», а Маргерита Буй была номинирована на премию Дэвида Ди Донателло. 
В 2003 году он снимает фильм «Окно напротив», в котором приняли участие Джованна Меццоджорно, Рауль Бова, Филиппо Нигро и Массимо Джиротти (этот фильм оказался последним для Джиротти). Фильм получил большой отклик у публики и критиков, был номинирован на 5 премий Дэвида Ди Донателло, 3 «Серебряных Ленты» и 3 «Золотых глобуса». Благодаря успеху в Италии и Европе, фильм также попадает в США, распространяемый Sony Pictures Classics.
При постоянном сотрудничестве Джанни Ромоли и Тильды Корси в 2004 году он снимает «Боль чужих сердец». По мнению критиков, фильм оказался менее успешным, чем предыдущие работы режиссера. Тем не менее, он попал в двенадцать номинаций премии Дэвида Ди Донателло, получив награду за лучшую женскую роль в исполнении Барборы Бобуловы, а также за лучший сценарий.
В 2007 году выходит фильм «Сатурн против», который характеризуется очень богатым актерским составом, в который входят Пьерфранческо Фавино, Лука Арджентеро, Филиппо Тими, Изабелла Феррари и Амбра Анджолини, а также Маргерита Буй и Стефано Аккорси, с которыми он уже работал, снимая «Феерию непонимания». Фильм также получил большое количество наград. 
Президент Итальянской Республики Джорджо Наполитано вручил Озпетеку Премию Де Сики в 2007 году.
В том же году Ферзан Озпетек был членом жюри 64-го Венецианского кинофестиваля, а затем посвятил себя рекламе, снимая ролики для AIRC, Итальянской ассоциации исследований рака, в которых участвовала Изабелла Феррари.

### Переход в Fandango
2008 год — важный год для Ферзана Озпетека, он стал поворотным моментом в его карьере. Он заканчивает свое сотрудничество с Джанни Ромоли и Тильдой Корси, и начинает работать с Доминико Прокаччи и его компанией Fandango. Кроме того, он впервые работает над фильмом, не основанным на его сценарии — «Прекрасный день», в котором приняли участие Изабелла Феррари и Валерио Мастандреа. 
Фильм был представлен на 65-м Венецианском кинофестивале и добился хороших кассовых сборов размером в три миллиона евро.
С 4 по 12 декабря 2008 года MoMa в Нью-Йорке была посвящена итальянско-турецкому режиссёру, показав все его семь фильмов. Он является одним из немногих итальянских режиссёров, которые были удостоены этой чести.
В апреле 2009 года он снимает короткометражный фильм.

### «Холостые выстрелы»
В 2009 году он начал новый кинопроект: после написания сценария с Иваном Котронео он снял фильм «Холостые выстрелы». Впервые режиссёр руководит фильмом за пределами Рима, города, в котором он поставил многие из своих произведений. «Холостые выстрелы» — комедия, выпущенная в марте 2010 года, с такими актёрами, как Риккардо Скамарчо, Алессандро Прециози, Николь Гримаудо, Эннио Фантастичини и многими другими. Фильм был представлен вне конкурса на 70-м Берлинском кинофестивале, который проходил с 11 по 21 февраля 2010 года. 22 мая 2010 года город Лечче присвоил ему почетное гражданство.
В 2011 году в Бари фильм «Холостые выстрелы» был награждён премией Марио Моничелли за лучшую режиссуру и премией Тонино Гуэрры за лучший сюжет.

### Театральное направление и первый роман
28 апреля 2011 года он приступил к новому профессиональному эксперименту, дебютировав в качестве театрального режиссёра оперой «Аида», показанной во время сезона Маджио Фиорентино. 
5 ноября 2013 года вышел его первый роман, названный «Красный Стамбул» («Rosso Istanbul»). Это автобиографический роман, посвященный взаимоотношениям между режиссёром и матерью.
В марте 2014 года вышел его десятый фильм под названием «Пристегните ремни», который был показан во всех итальянских кинотеатрах. Это фильм, в котором сочетаются драма и комедия. В главных ролях: Касия Смутняк, Франческо Арка и Филиппо Шиккитано. Фильм имел огромные кассовые сборы — более 4 500 000 евро, был в одиннадцати номинациях премии Дэвида Ди Донателло и шести номинациях премии Серебряная Лента. 
В ноябре 2014 года Ферзан Озпетек был председателем жюри 32-го Кинофестиваля в Турине.

### «Красный Стамбул» и другие проекты
В марте 2017 года выходит его одиннадцатый фильм «Красный Стамбул» на основе его одноимённого романа. Фильм снимался в Стамбуле с участием исключительно турецких актёров, спустя 16 лет после работы над картиной «Последний гарем». Также в Стамбуле он снимает видеоклип для песни «È l'amore di Mina».

## Личная жизнь
27 сентября 2016 года вступил в однополый брак с Симоне Понтезилли в Campidoglio di Roma, с которым до этого прожил четырнадцать лет.

## Фильмография
- 1997 — Турецкая баня / Hamam
- 1999 — Последний гарем / Harem suaré
- 2001 — Феерия непонимания / Le fate ignoranti
- 2003 — Окно напротив / La finestra di fronte
- 2005 — Боль чужих сердец / Cuore sacro
- 2007 — Сатурн против / Saturno controь
- 2008 — Идеальный день / Un giorno perfetto
- 2010 — Холостые выстрелы / Mine vaganti
- 2012 — Присутствие великолепия / Magnifica presenza
- 2014 — Пристегните ремни / Allacciate le cinture
- 2017 — Красный Стамбул / İstanbul Kırmızısı
- 2017 — Неаполь под пеленой / Napoli velata
- 2019  — Богиня Фортуна / La dea fortuna

## Романы
- Красный Стамбул, Mondadori, 2013, pp. 120, ISBN 978-88-04-63346-4.
- Ты — моя жизнь, Mondadori, 2015, pp. 228, ISBN 978-88-04-65301-1.

## Признание
С фильмом «Феерия непонимания» участвовал в главном конкурсе Берлинского МКФ. Картина «Окно напротив» отмечена призами: Давид ди Донателло за лучший фильм, «Серебряная лента» Национального синдиката киножурналистов Италии, премия лучшему режиссёру на МКФ в Карловых Варах. Картина «Сатурн против» также удостоена «Серебряной ленты». С фильмом «Идеальный день» претендовал на «Золотого льва» Венецианского МКФ.
Член жюри Венецианского МКФ (2007). Удостоен ордена имени президента Италии Джорджо Наполитано за заслуги первой степени (2008). В декабре 2008 Нью-Йоркский музей современного искусства показал ретроспективу фильмов Ферзана Озпетека.

## Награды
- Командор ордена «За заслуги перед Итальянской Республикой» (2 июня 2019 года, Италия)[10]
- Командор ордена Звезды итальянской солидарности (25 апреля 2007 года, Италия)[11]
- David di Donatello 2003 - награда за лучший фильм "Окно напротив"
- Nastri d'argento 2001 - награда за лучший сюжет "Феерия непонимания"
- 2001 ─ Премия «Золотой глобус» (Италия) за лучшую режиссуру, фильм  «Феерия непонимания»[12]
- 2003 — Премия «Серебряная лента» за лучший сюжет «Окно напротив»
- 2007 — Премия «Серебряная лента» за лучший сценарий «Сатурн против»
- Nastri d'argento 2010 - награда за лучшую комедию «Холостые выстрелы»
- Nastri d'argento 2012 - награда за лучший сюжет «Присутствие великолепия»